# Myrmica specularis
Myrmica specularis är en myrart som beskrevs av Horace Donisthorpe 1929. Myrmica specularis ingår i släktet rödmyror, och familjen myror. Inga underarter finns listade i Catalogue of Life.